# Wanted (serie de televisión de 2016)
Wanted es una serie de televisión dramática australiana que se estrenó el 9 de febrero de 2016 en la cadena Seven Network. La primera temporada consistió en seis episodios. Fue renovada por una segunda temporada de seis episodios, que se estrenó con un dobre episodio el 5 de junio de 2017.
La serie fue renovada por una tercera temporada que se estrenó el 15 de octubre de 2018.

## Historia
La serie sigue a Lola Buckley y Chelsea Babbage, dos desconocidas que accidentalmente se ven envueltas durante un robo de auto fatal que resulta en un asesinato mientras esperaban la parada del autobús, posteriormente terminan involucradas en una persecución con las autoridades a través de Australia con un vehículo lleno de dinero, luego de ser incriminadas por Ray Stanton, un oficial de la policía corrupto. Lola y Chelsea deberán de poner a un lado sus diferencias y confiar solamente en ellas, mientras huyen.

## Personajes

### Personajes principales
| Actor              | Personaje       | Ocupación | N.º de episodios | Duración        |
| ------------------ | --------------- | --------- | ---------------- | --------------- |
| Rebecca Gibney     | Lola Buckley    | -         | 12               | 2016 - presente |
| Geraldine Hakewill | Chelsea Babbage | -         | 12               | 2016 - presente |
| Nicholas Bell      | Ray Stanton     | -         | 10               | 2016 - presente |
| Steve Peacocke     | Josh Levine     | Detective | 9                | 2016 - presente |

### Personajes recurrentes
| Actor               | Personaje       | Ocupación | N.º de episodios | Duración        |
| ------------------- | --------------- | --------- | ---------------- | --------------- |
| Anthony Phelan      | Morrison        | -         | 11               | 2016 - presente |
| Charles Cottier     | David Buckley   | -         | 8                | 2016 - presente |
| Veronica Neave      | Karen Stanton   | -         | 5                | 2016 - presente |
| Dean O'Gorman       | Will            | -         | 5                | 2017 - presente |
| Peter Feeney        | Anthony Babbage | -         | 5                | 2017 - presente |
| Robyn Malcolm       | Donna Walsh     | -         | 4                | 2016 - presente |
| Matthew Sunderland  | Bryce           | -         | 4                | 2017 - presente |
| Felino Dolloso      | Vincent         | -         | 4                | 2017 - presente |
| Maria Walker        | Dixon           | Detective | 3                | 2017 - presente |
| Elizabeth Hawthorne | Alice           | -         | 3                | 2017 - presente |
| Ian Mune            | Jim Walsh       | -         | 2                | 2016 - presente |

### Antiguos personajes principales
| Actor          | Personaje      | Ocupación | N.º de episodios | Duración |
| -------------- | -------------- | --------- | ---------------- | -------- |
| Mirko Grillini | Terry Boke     | -         | 5                | 2016     |
| Ryan Corr      | Chris Murphett | -         | 2                | 2016     |

### Antiguos personajes recurrentes
| Actor               | Personaje        | Ocupación             | N.º de episodios | Duración |
| ------------------- | ---------------- | --------------------- | ---------------- | -------- |
| Todd Levi           | Ebert            | -                     | 5                | 2016     |
| Zac Bell            | Zac Stanton      | -                     | 3                | 2016     |
| Zoe Templeman       | Zoe Stanton      | -                     | 3                | 2016     |
| Alex Dimitriades    | Anton Maric      | -                     | 2                | 2016     |
| Sam Cotton          | Nathan           | -                     | 2                | 2016     |
| Edmund Lembke-Hogan | McKenzie         | Oficial de la Policía | 2                | 2016     |
| Steven Rooke        | Jackson Delaney  | -                     | 2                | 2016     |
| Susannah McDonald   | Lillian Walsh    | -                     | 2                | 2016     |
| Cameron Hurry       | Dale             | -                     | 2                | 2016     |
| Paul Bishop         | Bernie           | -                     | 2                | 2016     |
| Lucas Stibbard      | Dino             | -                     | 2                | 2016     |
| Ian Bliss           | Luke Delaney     | -                     | 2                | 2016     |
| Daniel Murphy       | Max              | -                     | 1                | 2016     |
| Don Bridges         | "Big Frank"      | -                     | 1                | 2016     |
| Andrew Buchanan     | Ryder            | -                     | 1                | 2016     |
| Patrick Thompson    | Steve            | -                     | 1                | 2016     |
| Katie Robertson     | Jemima Parkmore  | -                     | 1                | 2016     |
| Catherine Wilkin    | Beverley Delaney | -                     | 1                | 2016     |

## Episodios
| Temporada | Temporada | Episodios | Emisión original      | Emisión original      |
| Temporada | Temporada | Episodios | Comienzo              | Final                 |
| --------- | --------- | --------- | --------------------- | --------------------- |
|           | 1         | 6         | 9 de febrero de 2016  | 8 de marzo de 2016    |
|           | 2         | 6         | 5 de junio de 2017    | 3 de julio de 2017    |
|           | 3         | 4         | 15 de octubre de 2018 | 22 de octubre de 2018 |

### Temporada 1 (2016)
| N.º en serie | N.º en temp. | Título                           | Dirigido por    | Escrito por    | Fecha de emisión original | Audiencia (millones) |
| --- | ------------ | -------------------------------- | --------------- | -------------- | ------------------------- | -------------------- |
| 1 | 1            | «Episode 1» «Chelsea y Lola»     | Peter Templeman | Timothy Hobart | 9 de febrero de 2016      | 1.184                |
| Mientras esperan el autobús, la contable Chelsea y la cajera Lola son testigos de un asesinato y acaban siendo secuestradas por uno de los autores                |              |                                  |                 |                |                           |                      |
| 2 | 2            | «Episode 2» «Corre, Lola, corre» | Peter Templeman | John Ridley    | 16 de febrero de 2016     | 0.922                |
| Las mujeres se dirigen a Queensland, pero, tras la difusión de la imagen de Lola en las noticias, informando de que la policía la busca, no pasará desapercibida. |              |                                  |                 |                |                           |                      |
| 3 | 3            | «Episode 3» «Nosotras y ellos»   | Peter Templeman | Kirsty Fisher  | 23 de febrero de 2016     | 0.899                |
| Tras quedarse sin gasolina, Lola y Chelsea se ven obligadas a pasar la noche en la intemperie, sin saber que un sicario las sigue de cerca                        |              |                                  |                 |                |                           |                      |
| 4 | 4            | «Episode 4» «Páramos»            | Jennifer Leacey | John Ridley    | 1 de marzo de 2016        | 0.962                |
| Las mujeres se dirigen a la ciudad natal de Lola, pero la búsqueda del coche robado con el dinero las situará en el punto de mira de su familia política.         |              |                                  |                 |                |                           |                      |
| 5 | 5            | «Episode 5» «Desvío»             | Jennifer Leacey | John Ridley    | 8 de marzo de 2016        | 0.872                |
| Lola pone una trampa en el circuito de carreras para recuperar el coche robado. Mientras tanto, Josh identifica a Chelsea entre los asistentes al festival.       |              |                                  |                 |                |                           |                      |
| 6 | 6            | «Episode 6» «Punto muerto»       | Jennifer Leacey | Timothy Hobart | 8 de marzo de 2016        | 0.764                |
| Lola y Chelsea se dan cuenta de que Ray no dejará de seguirlas hasta que consiga lo que quiere, de modo que acuerdan una entrega de droga y el dinero.            |              |                                  |                 |                |                           |                      |

### Temporada 2 (2017)
| N.º en serie | N.º en temp. | Título                   | Dirigido por    | Escrito por                                | Fecha de emisión original |
| --- | ------------ | ------------------------ | --------------- | ------------------------------------------ | ------------------------- |
| 7 | 1            | «Episode 1» «Episodio 1» | Rob Sarkies     | Timothy Hobart                             | 5 de junio de 2017        |
| Lola y Chelsea contratan a un contrabandista para que las lleve a Bangkok, donde deberán entregar un rescate. Ray pone en marcha un plan muy audaz.                        |              |                          |                 |                                            |                           |
| 8 | 2            | «Episode 2» «Episodio 2» | Rob Sarkies     | John Ridley                                | 5 de junio de 2017        |
| Las mujeres se dirigen a Nueva Zelanda para averiguar qué hay dentro de la caja de seguridad que abre la llave. ray cierra un trato con su suegro.                         |              |                          |                 |                                            |                           |
| 9 | 3            | «Episode 3» «Episodio 3» | Rob Sarkies     | John Ridley                                | 12 de junio de 2017       |
| Lola y Chelsea localizan a Will para recuperar el arma y averiguar su nuevo nexo con Kel Morrison. En Bangkok, a David se le complican las cosas.                          |              |                          |                 |                                            |                           |
| 10 | 4            | «Episode 4» «Episodio 4» | Peter Salmon    | John Ridley                                | 19 de julio de 2017       |
| Lola y Chelsea se ponen unas caretas y atracan una tienda para poder comprarle a David un billete de avión que lo aleje de Bangkok.                                        |              |                          |                 |                                            |                           |
| 11 | 5            | «Episode 5» «Episodio 5» | Peter Salmon    | Timothy Hobart & Sarah Smith               | 26 de junio de 2017       |
| Cuando Lola descubre que tiene 24 horas para conseguir una gran suma de dinero para pagar las deudas de su hijo, Chelsea y Will trazan un buen plan de rescate.            |              |                          |                 |                                            |                           |
| 12 | 6            | «Episode 6» «Episodio 6» | Peter Templeman | Timothy Hobart, John Ridley & Paddy Macrae | 3 de julio de 2017        |
| Lola y Chelsea deben huir de la policía y del sicario mientras se dirigen al encuentro con Will y su madre, que sabe algo que puede demostrar la culpabilidad de Morrison. |              |                          |                 |                                            |                           |

### Temporada 3 (2018)
| N.º (serie) | N.º (temp.) | Título original | Director        | Guionista         | Fecha de estreno      |
| ----------- | ----------- | --------------- | --------------- | ----------------- | --------------------- |
| 13          | 1           | «Episode 1»     | Peter Templeman | David Hannam      | 15 de octubre de 2018 |
| 14          | 2           | «Episode 2»     | Peter Templeman | Michaeley O'Brien | 15 de octubre de 2018 |
| 15          | 3           | «Episode 3»     | Peter Templeman | Elizabeth Coleman | 22 de octubre de 2018 |
| 16          | 4           | «Episode 4»     | Peter Templeman | David Hannam      | 22 de octubre de 2018 |

## Premios y nominaciones
| Año  | Premio                               | Categoría                             | Nominado (os)                               | Resultado |
| ---- | ------------------------------------ | ------------------------------------- | ------------------------------------------- | --------- |
| 2016 | AWGIE Award                          | Best television miniseries - Original | Timothy Hobart, John Ridley y Kirsty Fisher | Nominados |
| 2017 | Premios Primetime Emmy Internacional | Serie drama                           | N/A                                         | Nominada  |

## Producción
La creación de la serie fue anunciada en agosto del 2015, en diciembre del mismo año la cadena australiana Seven Network lanzó un promo de la serie con una duración de 90 segundos, mostrando que la serie sería estrenada el 9 de febrero del 2016. La serie fue creada por Rebecca Gibney y su esposo Richard Bell. 
Cuenta con la participación de los directores Peter Templeman y Jennifer Leacey, los productores Andrew Walker y Richard Bell, así como de los productores ejecutivos Tony Ayres, Gibney y Julie McGauran y los escritores Timothy Hobart, John Ridley y Kirsty Fisher.
La cinematografía está a cargo de John Stokes, mientras que cuentan con el apoyo de las compañía de producción de "Matchbox Pictures" y "R&R Productions".
La serie es distribuida por "Universal Media Studios International" y es filmada en Queensland, Australia.